# 中国共产党清华大学委员会
中国共产党清华大学委员会（简称清华大学党委、校党委），是中国共产党在清华大学的领导机关。
1926年11月，清华学校成立了最早的党支部。1951年成立党委。文化大革命期间被造反派夺权。1978年6月恢复。

## 历史沿革
1919年五四运动激发了整个清华园学生的觉醒，爱国与民主思想高涨。1923年，施滉等8名学生结成“超桃”秘密组织，决心通过政治途径去改良社会。该组织大部分成员分别在欧洲和美国加入了共产党，是清华留美生中最早的共产党员。1926年的三一八惨案，致使参加抗议的20多位清华学生受伤、1人身亡，进一步唤醒了清华学生的救国意识。

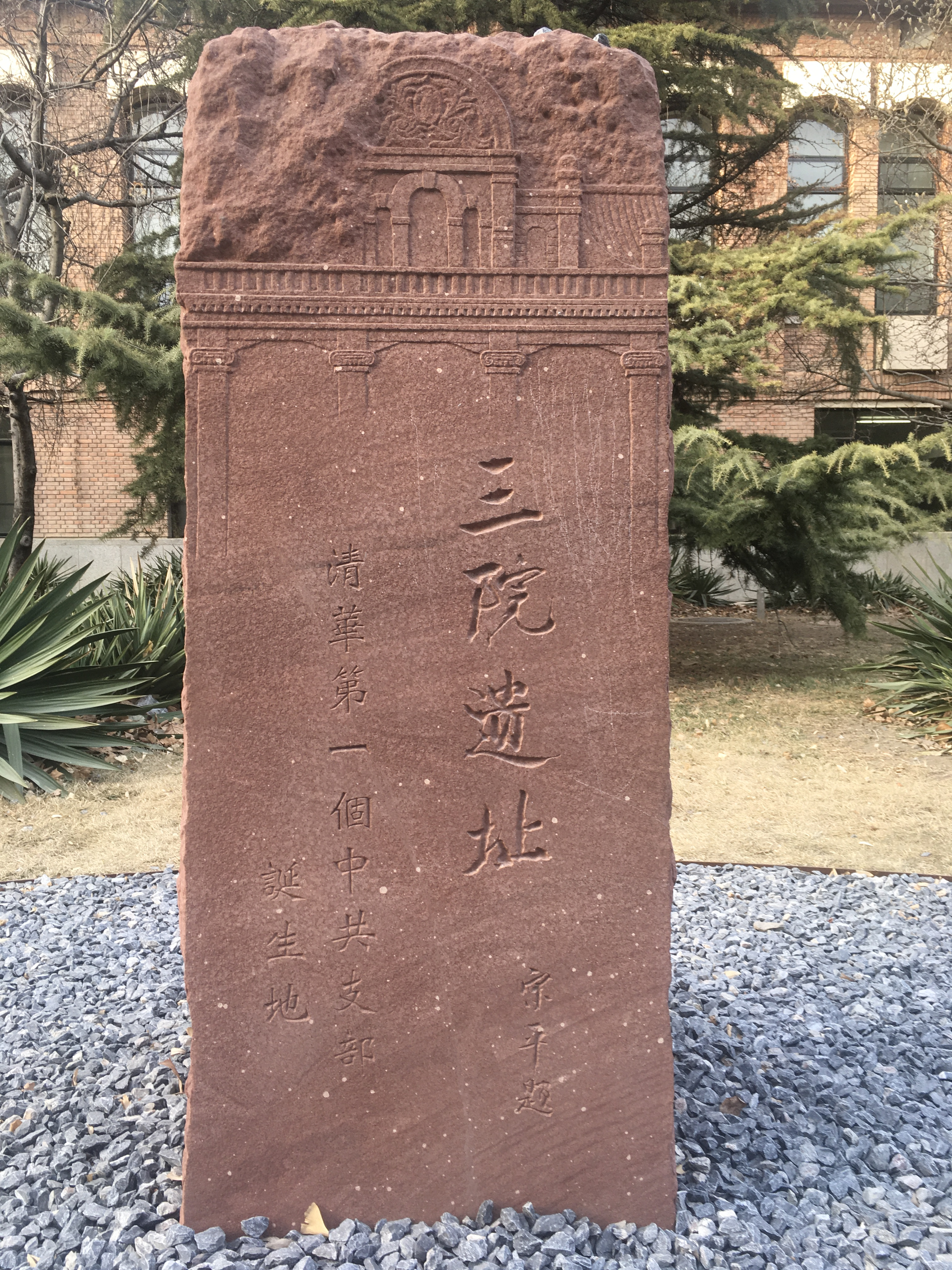
清華三院，清华第一个中共支部诞生地

1926年9月，王达成从燕京大学经济系毕业，由戎之桐介绍加入中国共产党。同年11月，王达成受党组织派遣，赴清华学校图书馆工作。与雷从敏（雷從民）和朱莽开会，正式成立中共清华学校支部，王达成任第一任党支部书记。到1927年4月，支部已有8名党员:95。同年四一二事件后，与国民党展开艰苦斗争。抗日战争期间，先后迁至长沙（国立长沙临时大学）、昆明（国立西南联合大学）。从1926年11月成立第一个党支部至1937年7月南迁，清华大学共有27任党支部书记，在校工作的共产党员累计有110名:97。
1946年7月，西南联合大学宣布结束，学生按本人志愿，复员北上继续学习。地下党员也根据本人志愿和党的工作需要回到各校。同年10月，清华大学在北平复学。从昆明复员北上的党组织仍由中共中央南京局领导，称“南系”。同年10、11月间，从北平临时大学及各大、中学转入清华的党员，受中共晋察冀中央局领导，称“北系”。1948年初，两系各自成立党总支。
1949年1月10日，北平军管会文化接管委员会代表钱俊瑞宣布正式接管清华大学:74。1月11日，中共清华燕京区委会召开扩大会议，决定两校的“南系”、“北系”党组织实行自上而下的合并。1月31日，北平和平解放。同年6月28日，根据中共北平市委决定，清华地下党正式向全校公开，在二校门张贴了当时全校187名党员及负责人名单，从此结束了清华党组织的地下状态。时任党总支书记为彭珮云。
1951年2月25日，成立中共清华大学委员会，何东昌任书记。1953年9月，召开党员大会进行改选，袁永熙任第一书记、何东昌任第二书记、俞时模和艾知生任副书记。1955年，党员人数达到1100余人。1956年2月起，按系成立党总支，统一对教工与学生支部进行领导。
1956年5月19日至6月3日，召开中国共产党清华大学第一次代表大会（简称第一次党代会）。大会正式代表174名、列席代表247名，代表全校1354名党员。第一次党代会后，清华大学开始实行党委领导下的校长负责制。
1966年6月，无产阶级文化大革命工作组接管清华大学，校党委停止工作，工作组代行其职权。同年7月，工作组撤销，党组织陷入瘫痪。1969年初，成立清华大学革命委员会。1970年1月，召开中国共产党清华大学委员会选举大会，复设党委，全面领导学校工作。1978年6月，取消革命委员会，恢复党委领导下的校长负责制。

## 主要职责
根据2014年通过的《清华大学章程》，清华大学党委依照《中华人民共和国高等教育法》统一领导学校工作，支持校长独立行使职权。校党委在全体会议闭会期间，由常务委员会履行其职责。议事原则为民主集中制，即“集体领导、民主集中、个别酝酿、会议决定”。
- 确定办学指导方针
- 制定和修订章程等基本规章制度
- 制定发展战略和重大改革发展举措
- 决定内部组织机构设置和重要干部任免
- 审批年度财务预算和决算、预算外大额资金使用
- 负责党的建设与思想政治工作
- 完成上级组织交办的其他重要事项

## 机构设置
- 办公室（校长办公室）
- 组织部
- 宣传部（新闻中心）
- 统战部
- 教师工作部
- 学生部
- 研究生工作部
- 离退休工作部
- 保卫部
- 武装部（国防教育与人才培养办公室）
- 巡察工作办公室
- 纪委办公室

## 历届领导
| #  | 姓名   | 任期                     |
| -- | ------ | ------------------------ |
| 1  | 王达成 | 1926年11月－1927年4月    |
| 2  | 雷從民 | 1927年4月－1927年？月    |
| 3  | 李景清 | 1927年？月－1927年8月    |
| 4  | 崔宗培 | 1927年8月－1927年11月    |
| 5  | 朱理治 | 1927年11月－1928年1月    |
| 6  | 冯仲云 | 1928年1月－1929年？月    |
| 7  | 李进崧 | 1929年？月－1929年下半年 |
| 8  | 陈志安 | 1929年下半年－1930年4月  |
| 9  | 张钦益 | 1930年4月－1930年9月     |
| 10 | 徐子佩 | 1930年9月－1931年2月     |
| 11 | 张钦益 | 1931年2月－1932年5月     |
| 12 | 李耕田 | 1932年5月－1932年7月     |
| 13 | 陈松龄 | 1932年8月－1933年4月     |
| 14 | 宫尚行 | 1933年5月－1933年7月     |
| 15 | 赵文璧 | 1933年7月－1933年9月     |
| 16 | 陈落   | 1933年9月－1934年2月     |
| 17 | 何凤元 | 1934年2月－1934年5月     |
| 18 | 牛佩琮 | 1934年5月－1934年9月     |
| 19 | 何凤元 | 1934年9月－1935年10月    |
| 20 | 蒋南翔 | 1935年10月－1936年3月    |
| 21 | 宫尚行 | 1936年3月－1936年5月     |
| 22 | 牛荫冠 | 1936年5月－1936年6月     |
| 23 | 方琦德 | 1936年6月－1936年7月     |
| 24 | 赵德尊 | 1936年8月－1936年10月    |
| 25 | 蒋南翔 | 1936年10月－1936年11月   |
| 26 | 杨学诚 | 1936年11月－1937年5月    |
| 27 | 吴继周 | 1937年5月－1937年7月     |

第一届
- 任期：1956年5月－1959年2月
- 书记：蒋南翔
- 副书记：刘冰、陈舜瑶（宋平妻子）、何东昌、艾知生

第二届
- 任期：1959年2月－1962年5月
- 书记：蒋南翔
- 第一副书记：刘冰
- 第二副书记：高沂
- 副书记：陈舜瑶（1961年调离）、胡健、李寿慈、何东昌、艾知生

第三届
- 任期：1962年5月－1962年10月
- 书记：蒋南翔
- 第一副书记：刘冰
- 副书记：刘冰、高沂、胡健、李寿慈、何东昌、艾知生

第四届
- 任期：1962年10月－1980年7月
- 书记：蒋南翔（1966年6月止） → 杨德中（1970年1月兼） → 迟群（1972年1月任） → 刘达（1977年4月任）
- 副书记：刘冰、高沂、胡健、李寿慈、何东昌、艾知生、汪家镠（1977年10月任）、滕藤（1979年任）

第五届
- 任期：1980年7月－1982年7月
- 书记：刘达
- 副书记：林克、何东昌、汪家镠、艾知生、罗征启、张绪潭、李传信（1982年1月增补）、张思敬（1982年1月增补）

第六届
- 任期：1982年7月－1985年8月
- 书记：林克 → 李传信（1984年2月代理，1984年7月任）
- 副书记：艾知生、罗征启、张绪潭、张思敬、黄圣伦（1984年7月增补）、王凤生（1984年7月增补）

第七届
- 任期：1985年8月－1988年9月
- 书记：李传信
- 副书记：张绪潭、黄圣伦、王凤生、贺美英（1986年7月增补）

第八届
- 任期：1988年9月－1991年9月
- 书记：方惠坚
- 副书记：黄圣伦、贺美英、王凤生、孙继铭（1990年2月增补）

第九届
- 任期：1991年9月－1995年9月
- 书记：方惠坚
- 副书记：黄圣伦、贺美英、胡显章、陈希（1993年8月增补）

第十届
- 任期：1995年9月－2002年1月
- 书记：方惠坚 → 贺美英（1995年9月任）
- 副书记：

第十一届
- 任期：2002年1月－2006年9月
- 书记：贺美英 → 陈希（2002年2月任）
- 副书记：

第十二届
- 任期：2006年9月－2012年4月
- 书记：陈希 → 胡和平（2008年12月任）
- 副书记：陈旭、韩景阳（2009年9月任）、史宗恺（2007年12月任）、邓卫（2009年12月任）

第十三届
- 任期：2012年4月－2017年7月
- 书记：胡和平 → 陈旭（2013年12月任）
- 副书记：陈旭（常务副书记）、韩景阳（2015年9月离任）、史宗恺、邓卫、邱勇（2014年10月任常务副书记[6]）、姜胜耀（2016年5月任常务副书记）

第十四届
- 任期：2017年7月－2022年9月
- 书记：陈旭 → 邱勇（2022年2月任）
- 副书记：邱勇、姜胜耀（常务副书记）、邓卫（2018年6月调离[7]）、李一兵（2022年8月离任）、过勇、向波涛（2018年10月任[8]）、王希勤（2022年2月任）、赵罡（2022年8月任[9]）、许庆红（2022年8月任）

第十五届
- 任期：2022年9月－
- 书记：邱勇
- 副书记：王希勤（—2023年12月22日）、过勇、向波涛（2024年6月起为常务副书记）、赵罡、许庆红、李路明（2023年12月—，排名第一）、白本锋（2024年11月—）